# Boleyn Ground
Boleyn Ground was van 1904 tot en met 2016 de thuishaven van de Engelse voetbalclub West Ham United.

## Geschiedenis
De club verhuisde in 1904 naar het stadion in Upton Park en huurde het van de gemeente. Het stadion zelf werd ook wel Upton Park genoemd. Na afloop van het seizoen 2015/16 verhuisde de club naar het Olympisch Stadion. De laatste wedstrijd werd gespeeld op dinsdag 10 mei 2016. West Ham United won thuis met 3-2 van Manchester United. Daarna begon de sloop van het stadion om plaats te maken voor 838 wooneenheden en vrijetijdsbestemmingen. In totaal werden er 2398 duels gespeeld in het stadion, verspreid over 112 jaar.

## Capaciteit
Het stadion had een totale capaciteit van 35.647 zitplaatsen. Het stadion werd in de jaren negentig een paar keer grondig verbouwd:
- 1993: De zuidtribune, South Terrace genaamd, werd vervangen door een nieuwe tribune van 9.000 stoelen, die werd vernoemd naar clublegende Bobby Moore. De tribune telde ook enkele skyboxen.
- 1995: De noordtribune, North Terrace genaamd, werd vervangen door een nieuwe tribune van 6.000 stoelen, die de Centenary Stand werd genoemd. Ook werden de staanplaatsen op de oosttribune vervangen door zitplaatsen.
- 2001: De West Stand werd vervangen door een nieuwe tribune van 15.000 stoelen, die de Dr. Martens Stand werd genoemd. Ook kwamen er op twee niveaus skyboxen bij.

Er waren plannen om de capaciteit uit te breiden tot 40.500 plaatsen, door de East Stand te vervangen. Dit zou resulteren in een volledig gesloten stadion, door de nieuwe tribune aan de Centenary Stand en de Bobby Moore Stand te bevestigen. Door degradatie in het seizoen 2003/04 werden deze plannen uitgesteld.

## Museum
Het West Ham United Museum kostte 4 miljoen pond en werd geopend in 2002. Het is van maandag tot zaterdag open voor publiek. De collectie telt onder andere de medailles van de wereldkampioenen uit 1966, de Engelsen Sir Geoff Hurst, Bobby Moore en Martin Peters. Alle drie kwamen toentertijd uit voor West Ham.

## Details

### Records
Recordaantal toeschouwers: 45.322 tegen Tottenham Hotspur, 17 oktober 1970 (Division One)

### Gemiddeld aantal toeschouwers
- 1994/95: 20.118 (Premier League)
- 1995/96: 22.340 (Premier League)
- 1996/97: 23.242 (Premier League)
- 1997/98: 24.967 (Premier League)
- 1998/99: 25.639 (Premier League)
- 1999/00: 25.093 (Premier League)
- 2000/01: 25.697 (Premier League)
- 2001/02: 31.570 (Premier League)
- 2002/03: 34.432 (Premier League)
- 2003/04: 31.167 (Division One)
- 2004/05: 27.403 (Football League Championship)
- 2005/06: 33.741 (Premier League)
- 2006/07: 34.719 (Premier League)
- 2007/08: 34.601 (Premier League)
- 2008/09: 33.892 (Premier League)
- 2009/10: 33.683 (Premier League)
- 2010/11: 33.492 (Premier League)
- 2011/12: 30.931 (Football League Championship)
- 2012/13: 34.720 (Premier League)
- 2013/14: 34.197 (Premier League)
- 2014/15: 34.846 (Premier League)